# 張平 (小説家)
張平（チョウ ヘイ、1953年11月—）は、中華人民共和国の小説家、政治家。代表作に小説『抉擇』『天網』『兇犯』。政府から中国国家一級作家に認定されている。現職は山西省人民政府副省長、山西省作家協会主席、全国政協常委、山西省人大代表、中国民主同盟（民盟）中央副主席、中国作家協会副主席、中国電影家協会理事、山西省電影家協会主席。

## 略歴
1953年11月、山西省新絳県に生まれた。文化大革命の時、地元学校の教員の仕事に戻った。1978年10月に山西師範大学中文系漢語言文学専業に入学し、1982年8月に卒業。卒業後は『平陽文藝』編輯部の編輯となった。1981年に執筆活動を開始しました。1985年に中国作家協会に加入し会員となりました。1986年7月、中国民主同盟（民盟）に入党。山西省文聯に転職。2002年5月、山西省電影（映画）家協会主席に当選。2003年12月に山西省作家協会主席に選ばれました。2007年5月、民盟山西省第九回委員会主任委員に当選。2008年1月22日、山西省政府副省長に選出された。

## 年表
1953年11月、山西省新絳県出身。
1971年10月—1974年10月、山西省運城地区新絳県西関学校代理教師。
1974年10月—1976年8月、山西省運城地区稷山師範学校学生。
1976年8月—1978年10月、山西省運城地区新絳県東街学校教員。
1978年10月—1982年8月、山西師範大学中文系漢語言文学専業学生。
1982年8月—1986年2月、山西省臨汾地区文聯『平陽文藝』編輯部編輯、文学組組長。
1986年2月—1988年7月、山西省文聯『火花』副主編。1986年7月、中国民主同盟（民盟）に入党。
1988年7月—1990年1月、山西省文聯創作委員会副主任。
1990年1月—1996年12月、山西省文聯文学研究室副主任。
1996年12月—1998年12月、中国作家協会第五回全委会委員、山西省文聯文学研究室副主任。
1998年12月—2001年12月、中国作家協会第五回全委会委員、山西省文聯副主席。
2001年12月—2002年12月、中国作家協会副主席、山西省文聯副主席、民盟山西省委副主委。
2002年12月—2003年12月、中国作家協会副主席、民盟中央副主席。
2003年12月—2007年5月、中国作家協会副主席、民盟中央副主席、山西省作家協会主席。
2007年5月—2008年1月、中国作家協会副主席、民盟中央副主席、山西省委主委、山西省作協協会主席。
2008年1月現在、山西省人民政府副省長、山西省作家協会主席、民盟中央副主席、山西省委主委、中国作家協会副主席、山西省電影家協会主席。

## 作品

### 長篇小説
- 『抉擇』
- 『天網』
- 『兇犯』
- 『少男少女』
- 『十面埋伏』
- 『国家幹部』

### 報告文学
- 『孤兒泪』

## 受賞
2000年、『抉擇』、第五回茅盾文学賞。